# 稲沢市コミュニティバス

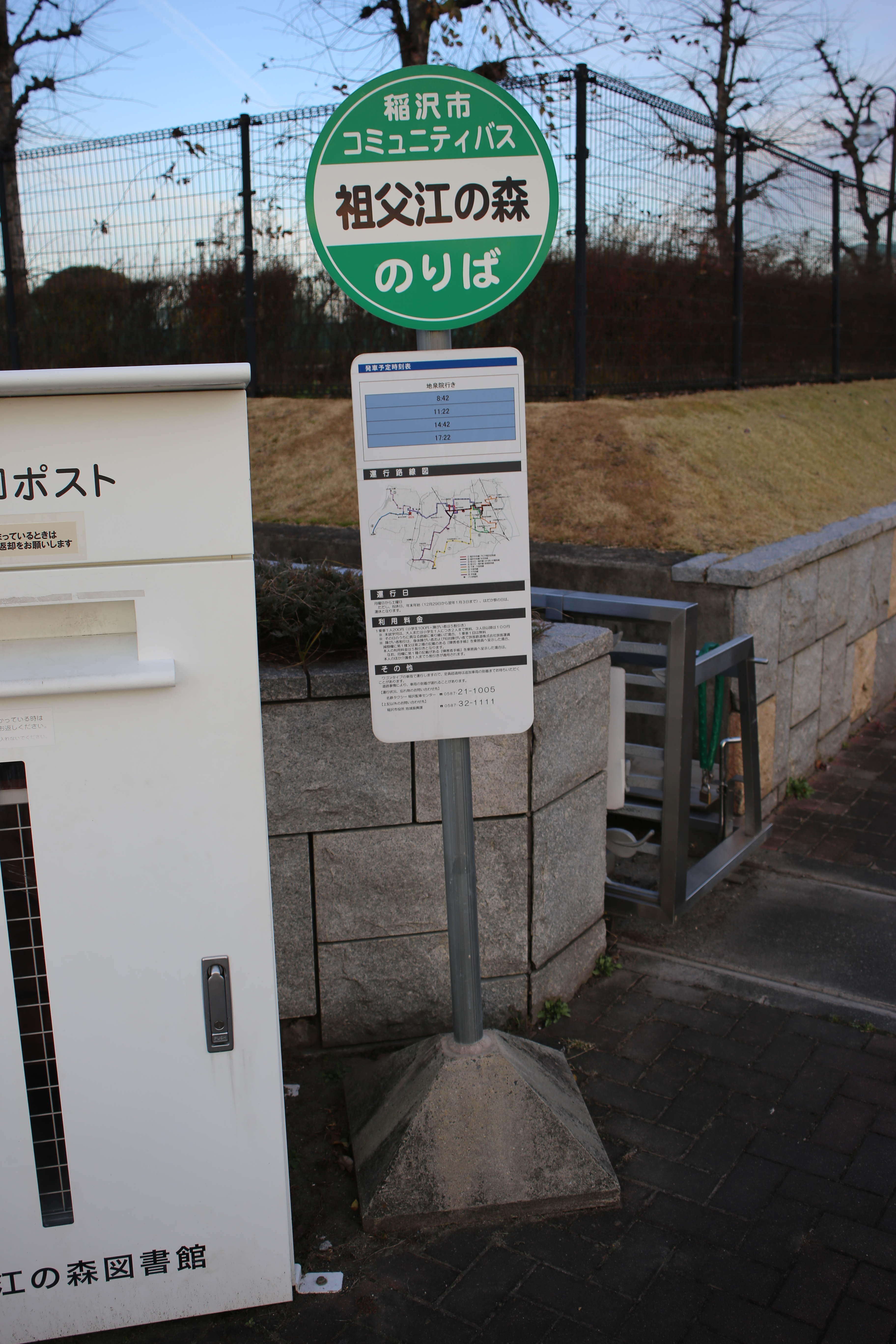
祖父江の森停留所（2016年12月）

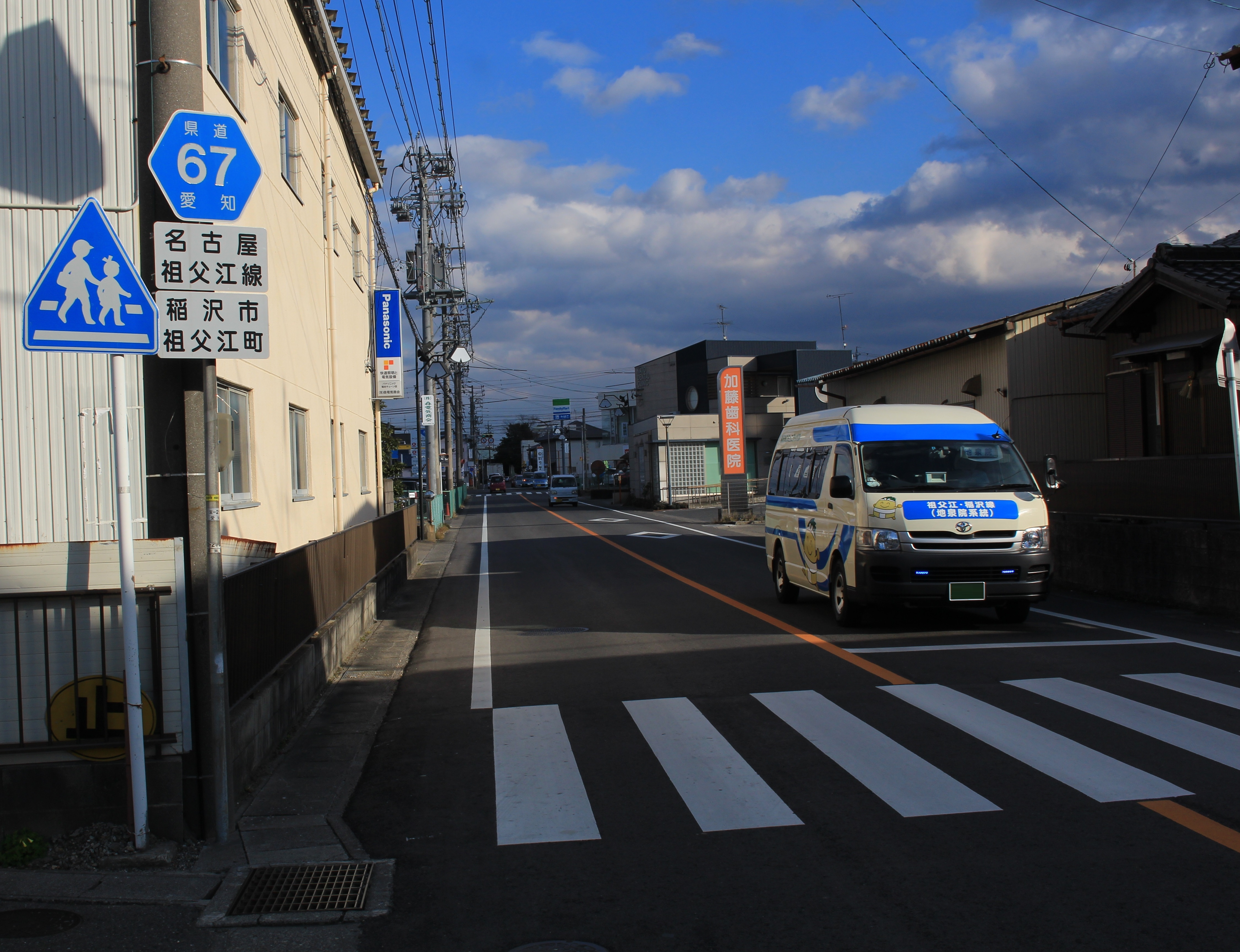
愛知県道67号名古屋祖父江線を走行する稲沢コミュニティバス祖父江・稲沢線（地泉院系統）

稲沢市コミュニティバス（いなざわしコミュニティバス）は、愛知県稲沢市が名鉄バス株式会社（名鉄バス一宮営業所）、名鉄タクシー株式会社（稲沢配車センター）に運行を委託しているコミュニティバスである。

## バスの運行内容

### 運行状況
- 運賃は1乗車200円（小学生100円・障がい者5割引。ただし、未就学児は大人または小学生1人につき2人まで無料、3人目以降は100円）。

- 運賃の支払いには、全ての路線においてmanacaなどの交通系電子マネーが利用可能である。
  - なおワゴンタイプの車両で運行している路線ではバス車内での交通系ICカードのチャージは、非対応である。残高不足の場合は、現金でのお支払いとなる。

- 稲沢中央線は毎日運行されており、祖父江・稲沢線、下津・稲沢線、大里線、千代田・平和線は月曜日から土曜日に運行されている（日曜日と祝休日、年末年始（12月29日〜1月3日）、はだかまつりの日は運休）[1]。

## 運行経路

### 稲沢中央線
アピタ稲沢店系統
JR稲沢駅西口 - 駅前一丁目 - 小池二丁目 - 小池南 - 稲沢市民病院 - 正明寺 - 名鉄国府宮駅 - 松下町 - 小沢 - 城見ヶ丘 - 稲沢町前田 - 美術館・保健センター - 稲沢公園 - 稲沢市役所 - 朝府 - アピタ稲沢店 - 国分団地
矢合系統
JR稲沢駅西口 - 駅前一丁目 - 小池二丁目 - 小池南 - 稲沢市民病院 - 正明寺 - 名鉄国府宮駅 - 松下町 - 小沢 - 城見ヶ丘 - 稲沢町前田 - 美術館・保健センター - 稲沢公園 - 稲沢市役所 - 船橋 - 矢合観音 - 国分団地

### 祖父江・稲沢線
ふれあいの郷系統
ふれあいの郷 - 江西 - 下沼 - 善光寺南 - 祖父江支所 - 祖父江口 - 鶴塚 - 祖父江町体育館 - 稲沢厚生病院 - 名鉄森上駅 - 日光 - 片原一色 - 愛知西農業協同組合明治支店 - 明治市民センター - 西島新町 - 清水 - 天池 - アピタ稲沢店 - ヨシヅヤ新稲沢店 - 稲沢市役所 - 石橋 - 木全 - 江越 - 本郷 - 稲島十丁目 - 松下西 - 名鉄国府宮駅 - 正明寺 - 小池南 - 稲沢市民病院
地泉院系統
地泉院 - 愛知西農協長岡支店 - 富士美ヶ丘南 - 中牧西 - 中牧 - 祖父江支所 - 祖父江の森 - 祖父江町体育館 - 稲沢厚生病院 - 名鉄森上駅 - 日光 - 片原一色 - 愛知西農協明治支店 - 明治市民センター - 西島新町 - 清水 - 天池 - アピタ稲沢店 - ヨシヅヤ新稲沢店 - 稲沢市役所 - 石橋 - 木全 - 江越 - 本郷 - 稲島十丁目 - 松下西 - 名鉄国府宮駅 - 正明寺 - 小池南 - 稲沢市民病院

### 下津・稲沢線
名鉄勝幡駅 - 東城 - 北津島病院北 - ヨシヅヤ平和店 - 平和工業団地 - 平和支所・らくらくプラザ - 下三宅 - 観音堂 - 井堀 - 堀之内 - 矢合口 - 矢合観音北 - アピタ稲沢店 - ヨシヅヤ新稲沢店 - 稲沢市役所

### 大里循環線
名鉄大里駅 - 市民会館 - 中央図書館 - アピタ稲沢店

### 平和・千代田線
名鉄勝幡駅 - 氷室 - 坂田 - 田代団地北 - 目比 - 野崎 - 千代田市民センター - 附島 - 大矢 - 大矢北 - 南緑町 - 大塚 - アクロスプラザ稲沢 - 高御堂住宅西 - 名鉄国府宮駅 - 正明寺 - 小池南 - 稲沢市民病院

## 路線
2021年（令和3年）3月現在、稲沢中央線、祖父江・稲沢線、下津・稲沢線、大里線、千代田・平和線の5路線7系統が運行されている。
2008年（平成20年）7月の運行開始時は東西幹線、南北幹線の2路線であり、2010年（平成22年）7月の路線再編時の系統は以下の通りであった。
- 祖父江・下津線：ふれあいの郷系統
- 祖父江・下津線：地泉院系統
- 平和・千代田線
- 大里循環線

2019年（平成31年）4月に再度路線再編を行い現在の運行状態となっている。

## 車両
運行開始直後は9人乗りのワゴン車両のみであったが、2021年（令和3年）3月現在は稲沢中央線については55人乗りの中型バスを使用し、祖父江・稲沢線では13人乗りのワゴン車両を使用している。その他のバス路線については9人乗りワゴン車両を継続使用している。
なお、中型バスのみ運行委託先は名鉄バスであり、ワゴン車両とタクシー車両は名鉄タクシーにて運行している。

## その他
- 同日内のうちに異なる路線に乗り継ぐ場合は、乗継券が発行され1乗車1回は無料（稲沢中央線同士の乗り継ぎは不可）となる。稲沢中央線は降車時、その他の路線は乗車時に乗務員へその旨を伝える方式を採用している。ただし、復乗となる区間の利用はできない。

- ワゴンタイプの車両は定員超過時において、追加車両の運行形式となる。

- また2024年10月1日より、すでに対応していた、稲沢中央線に加えて、ワゴンタイプの車両で運行している路線においても、manacaをはじめとした交通系ICカードが利用可能となった。また稲沢中央線のみこれに加えて「定期券」の利用も可能である。

かつての稲沢市には「ふれ愛タクシー」や祖父江地区の稲沢市巡回バスなどが存在していた。

## 年表
- 2008年（平成20年）7月1日 - 運行開始。東西幹線と南北幹線の2路線を運行。
- 2010年（平成22年）7月1日 - 路線を再編。2路線を4系統に変更。14人乗りの車両を導入。
- 時期不明 - 8系統に再編。
- 2019年（平成31年）4月1日 - 路線を再編。5路線7系統に変更。
- 2024年 (令和6年)

10月1日 - すでに対応していた、稲沢中央線に加えて、ワゴンタイプの車両で運行している路線においてもmanacaをはじめとした、交通系ICカードで乗車が可能となった。